# Aria (gruppo musicale)
Aria (in russo Ария, Arija) sono un gruppo heavy metal russo, tra i primi del suo genere in Unione Sovietica, Paese in cui si formò nel 1985, il cui sound è affine in diversi aspetti ai gruppi della corrente NWOBHM.
In ragione di tale affinità il gruppo è talora definito dai media «gli Iron Maiden russi».
Sono tra i gruppi metal russi più influenti del mondo insieme al gruppo thrash metal Master (da non confondere col gruppo death metal americano Master), agli Epidèmia, Ekklesiast e i Kipelov. Gran parte dei testi delle loro canzoni sono scritte dalla poetessa Margarita Puškina e dal paroliere Aleksandr Elin.

## Membri attuali
- Michail Žitnjakov - voce principale
- Vladimir Cholstinin - chitarra
- Sergej Popov - chitarra
- Vitalij Dubinin - basso, voce
- Maksim Udalov - batteria

## Ex membri
- Artur Berkut — voce principale
- Valerij Kipelov — voce principale
- Andrej Bolšakov — chitarra
- Sergej Mavrin — chitarra
- Sergej Terent'ev — chitarra
- Aleksandr "Alik" Granovskij — basso
- Alexander Lvov — batteria
- Igor Molčanov — batteria
- Aleksandr Manjakin — batteria
- Kirill Pokrovskij - tastiere, voce

## Discografia
- Mania Velichia (1985)
- S Kem Ty? (1986)
- Geroy Asfalta (1987)
- Igra s Ognyom (1989)
- Krov za Krov (1991)
- Noch Koroche Dnia (1995)
- Generator Zla (1998)
- Himera (2001)
- Kreshenie Ogneom (2003)
- Armageddon (2006)
- Feniks (2011)
- Cerez Vse Vremena (2014)
- Prokliatie Morei (2018)